# Makoto Oda
Makoto Oda (網田 慎 Oda Makoto?, nacido el 28 de abril de 1989 en Kumamoto) es un exfutbolista japonés. Jugaba de defensa y su último club fue el Artista Tomi de Japón.

## Trayectoria

### Clubes
| Club               | País  | Año         |
| ------------------ | ----- | ----------- |
| Roasso Kumamoto    | Japón | 2008 - 2009 |
| AC Nagano Parceiro | Japón | 2010        |
| Artista Tomi       | Japón | 2011 - 2012 |